# Jildo Irwa
Gildas ou Jildo Irwa, né vers 1906 dans le Kitgum en Ouganda, tué à Paimol vers le 19 octobre 1918, est un jeune Ougandais converti au christianisme, tué pour sa foi et son action d'aide-catéchiste. Il est reconnu martyr et proclamé bienheureux par Jean-Paul II le 20 octobre 2002. Il est fêté le 18 septembre.

## Biographie
Irwa est né vers 1906, dans le village de Bar-Kitoba, dans le nord-ouest du Kitgum, en Ouganda,. Il est le fils d'Okeni et Ato, qui ne sont pas chrétiens mais le deviennent plus tard,. Ils sont membres du peuple Acholi.

### Conversion au christianisme
Une mission des Pères Comboniens s'installe en 1915. Irwa est baptisé à l'âge de dix ou douze ans par l'un d'entre eux, Cesare Gambaretto, le 6 juin 1916, et reçoit la première communion le même jour. Il prend le prénom de « Jildo », en français Gildas. Il est confirmé le 15 octobre 1916. Le P. Cesare Gambaretto estime que Jildo est vif, de bonne nature, assez intelligent.

### Aide-catéchiste
Lorsque le catéchiste de Paimol meurt début 1917, le jeune Daudi Okelo s'offre pour aller le remplacer, et Jildo propose d'être son assistant catéchiste. Le P. Cesare les avertit de la longueur du trajet pour aller à Paimol (80 km) et les met en garde sur les risques encourrus par les combats fréquents dans la région, mais ils persistent dans leur intention. Ils terminent en octobre leur année de probation chrétienne et se sentent alors prêts à évangéliser les autres. Ils y vont en novembre-décembre 1917.
À Paimol, Jildo sert de secrétaire au vice-chef Ogal qui lui offre l'hospitalité. Jildo aide bien Daudi en instruisant les jeunes au catéchisme et en les occupant par des jeux et des réunions bruyantes et joyeuses. Il est aimé de tous pour sa disponibilité, et par l'exemple qu'il donne comme aide-catéchiste.
Les troubles sont fréquents dans la région, à cause des nombreux pillards et divers trafiquants, hostiles à la nouvelle religion prêchée par Daudi et Jildo,. En octobre 1918, une décision malencontreuse du commissaire de district attise sévèrement les tensions. Daudi évoquant la possibilité d'une mort cruelle, Jildo lui répond : « Pourquoi aurions-nous peur ? Nous n'avons fait de mal à personne. Nous sommes seulement ici parce que le Père César nous a envoyé enseigner la parole de Dieu. N'ayons pas peur ».

### Mort
Un matin du week-end des 18-20 octobre, cinq hommes font irruption dans le village, et se dirigent vers la hutte de Daudi et Jildo, dans l'intention de les tuer. Malgré l'intervention d'un ancien du village, ils menacent Daudi, lui ordonnent d'arrêter le catéchisme puis ils le tuent parce qu'il refuse. Ils s'en prennent ensuite à Jildo qui refuse aussi de quitter sa place d'aide-catéchiste. Il leur dit, en larmes « Nous n'avons rien fait de mal » et qu'ils peuvent le tuer lui aussi. Alors un des hommes le tire hors de la hutte et le transperce de sa lance. Il est ensuite frappé au visage à coups de couteau. Il avait entre douze et quatorze ans.

## Béatification, commémorations
Après le décret reconnaissant son martyre, Jildo Irwa est proclamé bienheureux par le pape Jean-Paul II à Rome le 20 octobre 2002, le même jour que David Okelo. Leur fête est fixée au 18 septembre.
David Okelo et Jildo Irwa sont également associés à la fête du 3 juin célébrant les martyrs de l'Ouganda, et particulièrement en 2018, année du centenaire de leur martyre, en présence de trente évêques et 200 prêtres.
Leur lieu de décès, Paimol, est maintenant aussi appelé « Wi-Polo » ce qui signifie « au Paradis ».
Des célébrations et pèlerinages annuels ont lieu chaque année le 20 octobre à Wi-Polo Paimol, dans l'archidiocèse de Gulu. Plusieurs milliers de pèlerins ont afflué pour le 20 octobre 2016. Plus de dix mille personnes participent aux fêtes du centenaire à Paimol, du 18 au 20 octobre 2018.